# 相馬勇紀
相馬勇紀（1997年2月25日—），日本足球運動員，日本國家足球隊成員，司職中場，現時為日職球隊町田澤維亞球員。

## 俱樂部生涯
相马勇纪出生在东京都内的调布市，从小就在当地的三菱养和分校青年队效力，并顺利升上了三菱养和U18队。18岁他决定前往日本名校早稻田大学一边踢球一边读书。
在大学一至二年级，相马勇纪多只能以替补出战。大学三年级那年，早稻田大学战绩不佳，降入关东2部。相马勇纪逐渐成为了早稻田大学左路的常备首发，在当年的2部联赛里夺得了助攻王，还曾在一场比赛中上演角球助攻帽子戏法，他帮助球队重回1部，並入选大学生选拔队随队出征韩国。
大学四年级的时候，相马表现出色，打进6球并有10个助攻，出色的脚法使他被名古屋鲸鱼内定，于2019年大学毕业后加入球队。
处子秀当天，他90分钟利用一次反击机会一路杀到底线倒三角传中，助攻前田直辉打入杀死比赛的一球。下一场名古屋鲸鱼客场对横滨水手，90分钟战至1-1，相马勇纪在右路一记精准的传中助攻若打进绝杀。11月6日对阵大阪樱花时，风间八宏把他排进首发，全场表现出色，并在53分钟射入全场唯一进球，为球队拿到了保级关键的三分。而在另一边，相马的优异发挥帮助早稻田大学再夺联赛冠军。
2019赛季正式加盟球队，3月6日日本联赛杯第一轮与神户胜利船的比赛打满全场，满足了缔结职业球员A契约的必要条件。
名古屋鲸鱼宣布与前锋相马勇纪签下职业球员A契约。
名古屋鲸鱼前锋相马勇纪租借加盟鹿岛鹿角，租期半年。
日职第23轮大分三神0-1鹿岛鹿角，相马勇纪替补出场打进全场唯一进球。
名古屋鲸鱼官方宣布，日本国脚相马勇纪租借加盟葡超AC卡薩比亞，租借期截止至2023年6月30日。
葡超第17轮，卡萨比亚1-3吉尔维森特，相马勇纪替补邦本宜裕出场，完成球队处子秀。
2023年1月29日，葡超第18轮，卡萨比亚2:1战胜辛达卡拉。相马勇纪第62分钟替补登场。第75分钟，相马勇纪禁区外主罚任意球直接破门；第94分钟主罚角球助攻队友门前得分。

## 國家隊生涯

### 2020年夏季奧運會
相馬勇紀於2021年入選了日本23歲以下國家足球隊，參加在本土舉行之2020年夏季奧運會。

### 2022年世界盃
2022年11月，相馬勇紀獲選入2022年世界盃日本的最終26人名單。

## 個人生活
- 2021年8月28日，宣佈與播音員森山瑠璃結婚[6]。

## 外部連結
- 日本職業足球聯賽中的相馬勇紀 （日語）
- 相馬勇紀的X（前Twitter）